# Liste der Baudenkmäler in Detmold-Spork-Eichholz
Die Liste der Baudenkmäler in Detmold-Spork-Eichholz enthält die denkmalgeschützten Bauwerke auf dem Gebiet von Detmold-Spork-Eichholz in Nordrhein-Westfalen (Stand: September 2024). Diese Baudenkmäler sind in der Denkmalliste der Stadt Detmold eingetragen; Grundlage für die Aufnahme ist das Denkmalschutzgesetz Nordrhein-Westfalen (DSchG NRW).
| Bild                    | Bezeichnung                                           | Lage                                 | Beschreibung | Bauzeit | Eingetragen seit  | Denkmal- nummer |
| ----------------------- | ----------------------------------------------------- | ------------------------------------ | ------------ | ------- | ----------------- | --------------- |
| weitere Bilder          | ehemalige Falkenkrug-Brauerei, heutige Waldorf-Schule | Blomberger Straße 67 Karte           |              |         | 13. Dezember 1985 | 145             |
| Vierständer-Fachwerkbau | Vierständer-Fachwerkbau                               | Detmold-Nord Sporker Straße 10 Karte |              |         | 19. März 1986     | 159             |
| Bruchsteinbogenbrücke   | Bruchsteinbogenbrücke                                 | Sporker Straße (Brücke) Karte        |              |         | 14. Oktober 1988  | 287             |
| Bruchsteinbauernhaus    | Bruchsteinbauernhaus                                  | Kröppelgrund 14 Karte                |              |         | 19. November 1990 | 361             |
| Bruchsteinbogenbrücke   | Bruchsteinbogenbrücke                                 | Volkhausenstraße (Brücke) Karte      |              |         | 7. Oktober 1993   | 424             |
| weitere Bilder          | Ehemaliges Bauernhaus                                 | Sporker Straße 25 Karte              |              | 1670    | 26. Februar 2014  | 697             |

- Karte mit allen Koordinaten:
- OSM |
- WikiMap